# Communauté des Frères Franciscains du Renouveau
La Communauté des Frères Franciscains du Renouveau, plus connus sous le nom de Franciscains du Bronx, est une communauté religieuse fondée aux États-Unis en 1987, dans le quartier connu pour sa violence et pauvreté du Bronx à New York, par huit capucins désirant retrouver l'essence de la Règle de saint François, d'après leurs mots: "huit frères capucins désireux de travailler plus définitivement en vue de leur réforme personnelle et communautaire à l'intérieur de l'Église catholique romaine".
Leur vie et apostolat est enraciné dans les idéaux de la réforme capucine dans son intention initiale.

## La communauté
Fondée en 1987, dans le Bronx de New York,, la Communauté des Frères Franciscains du Renouveau se composait au départ de huit prêtres dont Benedict Groeschel (en), Andrew Apostoli, Robert Stanion, Glenn Sudano, Stan Fortuna (en), et Robert J. Lombardo.
La communauté a été formellement établie comme association publique de fidèles par le cardinal John Joseph O'Connor, archevêque de New York en 1990. Une communauté parallèle, les sœurs franciscaines du Renouveau, fut canoniquement établie en 1990. Comme les frères, elles partagent une vie commune caractérisée par la charité, la prière et la pauvreté. Les deux communautés, assistées de membres associés laïcs, servent les besoins spirituels et matériels des plus pauvres dans leurs voisinages et sont engagées dans l'apostolat de la prédication. 
Les franciscains du Renouveau promeuvent activement et participent aux efforts pour la vie de l'Église. Ils ont choisi comme patronne Notre-Dame de Guadalupe, Mère des victimes de l'avortement.

## But et objectif de la réforme
Ils expliquent le but de leur réforme : Cette communauté cherche l'authenticité franciscaine en vivant les vœux d'une manière qui mette au défi effectivement les valeurs mondaines qui prévalent à chaque époque. La pauvreté matérielle, le travail manuel, la renonciation complète à la propriété immobilière, la chasteté mature et fidèle, une obéissance active et responsable, la vie auprès et l'engagement parmi les pauvres matériellement sont les composantes essentielles de cette réforme. 
Les valeurs spirituelles qui unissent les frères sont l'engagement envers le Christ, Notre Sauveur, dans la prière liturgique et contemplative, l'adoration eucharistique quotidienne, la dévotion à la Vierge Marie, Notre Mère, l'imitation de saint François et de sainte Claire, l'amour de l'Église et la loyauté au Saint-Père. Pour préserver l'esprit et la vie de saint François dans leur apostolat, les frères travailleront à l'évangélisation par la prédication et les autres ministères non-paroissiaux à la manière de la réforme capucine à son origine."-cité directement de leur site traduit en français : http://franciscains.free.fr/Communaute/Franciscains.php -

## Les services aux pauvres

### Le foyer Padre Pio
En l'honneur et sous le patronat de saint Padre Pio.
Le foyer Padre Pio est une maison d'une capacité d'hébergement de 18 lits pour les sans-abri, tenue par les Frères Franciscains du Renouveau. Il est ouvert chaque nuit depuis Noël 1987. Chaque homme arrive en bus aux environs de 19h30 et repart le matin suivant, toujours en bus, à peu près 6h15. Un repas leur est préparé par les frères et par des bénévoles, souvent laïques et un petit déjeuner ainsi qu'un déjeuner à emporter leur est également fourni. Certains ont un modeste revenu, ce qui leur permet d'économiser pour obtenir une chambre permanente au foyer. La plupart des hommes travaillent, mais certains sont trop âgés ou malades. Pendant leur séjour, une tâche est assigné à chaque résident, ils peuvent se reposer, regarder des vidéos, et ont également la possibilité de prier dans la chapelle ou le Saint Sacrement est exposé. Un service de prière optionnel a également lieu chaque nuit. Les frères sont aidés dans ce travail par les Sœurs Franciscaines du Renouveau et par des bénévoles.

### Résidence saint Anthony
En l'honneur et sous le patronat de saint Antoine de Padoue,.
C’est le projet le plus ambitieux entrepris par les Frères. Il s’agit d’un immeuble d’une capacité de 65 chambres individuelles, accueillant d’anciens sans abris. Les résidents de St Anthony ont besoin d’une aide pour conserver un mode de vie indépendant. La population de St Anthony est composée de personnes atteintes de maladies mentales et / ou ayant connu des problèmes de drogue, mais qui sont capables de vivre indépendamment. Les résidents proviennent de divers abris d’urgence ou de centres sociaux de la région de New York.
Ce projet a été entrepris car au fil des années, New York a vu le nombre de chambres d'accueil chuter de 100 000 places. Motivé par la charité chrétienne, la communauté a changé un vieil immeuble abandonné où se pratiquaient d'ailleurs de nombreux échanges de drogues en ce logement sûr, propre et abordable qu'il est aujourd'hui.

### Centre saint François
En l'honneur et sous le patronage de saint François d'Assise :
Le centre Saint-François est un projet pour les jeunes du voisinage mis en place et géré par les Frères Franciscains du Renouveau, situé dans le quartier de Melrose du Bronx sud. Démarré en 1993 sous la direction de père Benedict Groeschel, le programme Jeunesse pour le Christ a permis a de nombreux jeunes d’approfondir leur foi catholique à travers des activités jugées amusantes. Les Sœurs Franciscaines du Renouveau participent également de nombreuses façons aux projets pour les jeunes, en particulier avec le programme Les Filles de Marie pour les filles.

Il est censé être un endroit sûr où des jeunes de tout milieu social apprendraient l’amour de Jésus-Christ.
Le point de mire du centre St Francois est Jésus Christ et son Église. Des cours de catéchisme hebdomadaires, un service de prière pour les jeunes, un camp annuel d’été, des visites à la maison et des marches de témoignage dans le voisinage sont organisés dans le cadre de ce programme.
Les jeunes qui viennent au centre St Francois ont la possibilité de suivre un programme pendant la semaine, après les cours, où ils peuvent bénéficier d'une attention particulière, recevoir un goûter, et l’aide d’un tuteur pour les aider dans les matières où ils ont des difficultés.
Le centre St François a réalisé aussi que les jeunes ont besoin de se dépenser, de pratiquer des sports et de s’amuser. Les jeunes ont donc accès à un gymnase où sont organisés des tournois de basket, ainsi qu’a une table de billard et à une armoire où sont rangés des jeux. Des sorties en dehors de la ville aux parcs, piscines, rencontres sportives, etc. sont organisées.

### La clinique saint Anthony
En l'honneur et sous le patronat de saint Antoine de Padoue.
À travers le soutien des Frères Franciscains du Renouveau, la clinique St Anthony, ouverte depuis juillet 1998, assure de nombreux services médicaux gratuits aux plus pauvres. La clinique fonctionne exclusivement grâce au travail de bénévoles spécifiques et est financée exclusivement à travers des dons. Grâce à la gentillesse et à la générosité de médecins, infirmières et personnel bénévoles, et avec les dons pour les produits et les équipements, ainsi que l’aide financière d’individus et d’entreprises, les enfants et adultes pauvres qui ne bénéficient pas d’assurance maladie reçoivent des soins gratuitement dans un environnement sûr et hygiénique.
La clinique de soins gratuits Saint Anthony a bénéficié d’un développement continu. Le 31 mai 2000, une clinique de soins dentaires gratuits ouvrait pour assurer des soins dont les plus pauvres ont particulièrement besoin. Un projet actuel développerait des chambres de soins spécialisés pour répondre au nombre croissant de patients.
La nécessité d'un tel "hospice moderne" est motivée par le coût élevé des soins médicaux aux États-Unis, dépourvus d'assurance maladie. Malgré la réforme de 2010, 5 % des Américains les plus pauvres ne disposeront toujours pas d'aides pour la financer.

### Autres implantations
La communauté a de plus créé des centres à Bradford au Royaume-Uni,, et Limerick,, et Derry,  en Irlande.

## Filmographie
- Brother, film d'Arnaud Fournier-Montgieux, 2021[19],[20],[21],[22]